# Касл (телесериал)
«Касл» (англ. Castle) — американский комедийно-драматический телесериал, транслировавшийся каналом ABC. Шоу создано Эндрю У. Марлоу и повествует об известном писателе детективов Ричарде Касле (Нейтан Филлион) и детективе Кейт Беккет (Стана Катич). Премьера первого сезона состоялась в США 9 марта 2009 года в качестве замены в середине телесезона.
12 мая 2016 года ABC сообщил об окончании сериала после восьми сезонов.

## Сюжет
В центре сюжета находится Ричард Касл (Нейтан Филлион), известный писатель в жанре детектива. Рик живёт в одном доме со своей матерью, звездой Бродвея Мартой Роджерс (Сьюзен Салливан), и находчивой дочерью Алексис Касл (Молли Куинн). Будучи в творческом кризисе, писатель узнаёт, что реальный преступник начал подражать сценам убийств из его книг.
Касла допрашивает детектив из 12-го участка полиции Нью-Йорка Кейт Беккет (Стана Катич). Кейт умна, привлекательна, решительна и держит расследование под жёстким контролем. Касл не может упустить шанс отвлечься от своей наскучившей обыденности и решает помочь в расследовании и поимке загадочного убийцы. Имея дружеские отношения со многими влиятельными людьми города, он получает возможность присутствовать на всех расследованиях, проводимых детективом Беккет, пока не соберёт достаточно материала для своей следующей книги. Беккет становится прообразом для героини его книг — Никки Хит.
Ричард неформально входит в группу следователей полиции Нью-Йорка. В ходе расследований сложных уголовных дел Касл нередко объясняет происшедшее, прибегая к различным маргинальным научным теориям, вмешательству сверхъестественных сил, пришельцев и теориям заговора. Беккет, как правило, прислушивается к здравому смыслу и ищет некое рациональное объяснение событиям. После выхода очередной книги их личные отношения продолжают развиваться, пара расследует многочисленные преступления, совершаемые в Нью-Йорке. В конце четвёртого сезона Касл и Беккет признаются друг другу в любви и начинают отношения. В конце пятого сезона Касл, узнав о том, что Беккет предложили новое место работы в Вашингтоне, делает ей предложение. Свадьба состоялась в шестой серии седьмого сезона.

## Актёрский состав
| Актёр                  | Персонаж                     | Сезоны | Сезоны | Сезоны | Сезоны | Сезоны | Сезоны | Сезоны | Сезоны |         |
| Актёр                  | Персонаж                     | 1      | 2      | 3      | 4      | 5      | 6      | 7      | 8      | Эпизоды |
| ---------------------- | ---------------------------- | ------ | ------ | ------ | ------ | ------ | ------ | ------ | ------ | ------- |
| Нейтан Филлион         | Ричард Касл                  | 10     | 24     | 24     | 23     | 24     | 23     | 23     | 22     | 173     |
| Стана Катич            | детектив/капитан Кейт Беккет | 10     | 24     | 24     | 23     | 24     | 23     | 23     | 15     | 165     |
| Сьюзен Салливан        | Марта Роджерс                | 10     | 24     | 23     | 19     | 15     | 13     | 17     | 5      | 126     |
| Рубен Сантьяго-Хадсон  | капитан Рой Монтгомери       | 10     | 21     | 19     |        |        |        |        |        | 50      |
| Молли Куинн            | Алексис Касл                 | 10     | 24     | 22     | 20     | 14     | 13     | 15     | 10     | 128     |
| Джон Уэртас            | детектив Хавьер Эспозито     | 10     | 24     | 24     | 23     | 24     | 23     | 23     | 19     | 169     |
| Тамала Джонс           | патологоанатом Лэйни Пэриш   | 10     | 18     | 21     | 19     | 16     | 17     | 19     | 15     | 135     |
| Шеймус Девер           | детектив Кевин Райан         | 10     | 24     | 24     | 23     | 24     | 23     | 23     | 18     | 168     |
| Пенни Джонсон Джеральд | капитан Виктория Гейтс       |        |        |        | 15     | 14     | 14     | 17     |        | 60      |
| Токс Олагундойе        | Хейли Шиптон                 |        |        |        |        |        |        |        | 18     | 18      |
|                        |                              | 10     | 24     | 24     | 23     | 24     | 23     | 23     | 22     | 173     |

Известные актёры и приглашенные звезды
Моне Мазур (1 сезон 1 серия, 2 сезон 4 серия, 3 сезон 5 серия)
Майкл Коннелли — известный американский писатель детективных романов (2 сезон 1 и 24 серии, 3 сезон 21 серия, 7 сезон 23 серия)
Джулиан Сэндс (2 сезон 3 серия «Модель успеха»)
Роберт Пайн — отец актёра Криса Пайна (2 сезон, серия 4 «Обмани меня единожды»)
Элейн Хендрикс (2 сезон 5 серия)
Энн Рэмси (2 сезон 7 серия «Последние слова знаменитости»)
Алиса Милано (2 сезон 12 серия)
Дэмиен Кларк (2 сезон 17 и 18 серии)
Дана Дилэйни (2 сезон эпизод 17 «Тик-тик-тик» и 2 сезон эпизод 18 «Бум»)
Томас Бержерон — известный американский телеведущий (2 сезон эпизод 20)
Келли Карлсон (2 сезон эпизод 20 «Запоздалый удар»)
Майкл Айронсайд (2 сезон, эпизод 21)
Майкл Трукко (2 сезон, эпизоды 21-24)
Джули Гонсало (2 сезон, эпизод 22 «Еда ради которой стоит умереть»)
Джули Клер (2 сезон, эпизод 23)
Крис Малки (3 сезон, 10 серия " Последний шанс")
Лора Препон (3 сезон, серия 11 «Никки Жара»)
Чедвик Боузман (3 сезон, эпизод 12)
Брюс Дэвисон (3 сезон, серия 19 «Закон и убийство»)
Деннис Лихейн — известный американский писатель детективных романов (в роли самого себя, 3 сезон, серия 21 «Игра в смерть»)
Джин Симмонс — рок-музыкант, один из основателей группы Kiss (в роли самого себя, 3 сезон, серия 22 «Любить и умереть в Лос-Анджелесе)»)
Беллами Янг (3 сезон, эпизод 23)
Майкл МакКин (3 сезон, серия 23 «До смерти красива»)
Джудит Хоаг (Сезон 4 Эпизод 3, «Случай с головой»)
Уильям Этертон (Сезон 4 Эпизод 3, «Случай с головой»)
Шон Тоуб — Филипп Бойд (Сезон 4 Эпизод 3, «Случай с головой»)
Меган Маркл (Сезон 4 Эпизод 17, «Однажды преступив закон»)
Адам Болдуин (Сезон 4 Эпизод 21 и Сезон 8 эпизоды 5, 6)
Тамо Пеникетт (Сезон 4 эпизод 23, Сезон 5 эпизод 1)
Каролин Лагерфельт (Сезон 5, Эпизод 3)
Энтони Джон Дэнисон (Сезон 5 , Эпизод 8 «Сверхурочные»)
Джина Торрес (Сезон 5, эпизод 14 «Звёздная болезнь», в роли Пенелопы Фостер)
Уэс Крэйвен (5 сезон, эпизод 17 «Напуганный до смерти»)
Йоан Гриффит (сезон 5 серия 21 «Голубь и перепелка»)
Джеймс Бролин — Актёр, отец актёра Джоша Бролина (6 сезон, серия 12 «Под прикрытием»)
Максвелл Колфилд ((7 сезон, серия 16 "Неправильные вещи")
Карли Рэй Джепсен - певица (7 сезон, серия 22 «Мертвец из Нью-Йорка», в роли самой себя)
Даниэл Бернхардт (8 сезон 2 серия «Она»)
Илья Баскин (8 сезон 11 серия «Мертвый… Красный»)
Писатель Джеймс Б. Паттерсон
Также есть несколько актёров из сериала «Санта-Барбара» (1984—1993): Эй Мартинез (Сезон 3 , Эпизод 5 «Анатомия убийства»), Джек Вагнер (Сезон 5, серия 10), Нэнси Гран (Сезон 5, серия 10 «Близкие люди»), Стэйси Эдвардс (Сезон 5 серия 24 «Переломный момент»), Джон Аллен Нельсон (6 сезон 10 серия «Хороший, плохой и ребёнок»). Помимо Кэролайн Лагерфельт, в сериале присутствуют ещё пять актёров из сериала «Детектив Нэш Бриджес»: Келли Ху, Дэниэл Робук, Джоди Лин О’Киф, Патрик Фишлер и Луис Мэндилор.

## Персонажи
- Ричард «Рик» Эдгар Касл (Нейтан Филлион) — известный писатель в жанре детективов. Имя при рождении — Ричард Александр Роджерс (сменил второе имя на «Эдгар» в честь Эдгара По). Родился и вырос в Нью-Йорке, в неполной семье — мальчика воспитывала мать, знаменитая некогда актриса Марта Роджерс, отказавшаяся ради воспитания сына от звездной карьеры. Отцом Ричарда, с которым он познакомился много лет спустя, будучи уже известным писателем (в процессе сериала), является глубоко законспирированный агент Центрального разведывательного управления. Несмотря на многолетнее отсутствие, и в силу специфики своей деятельности не имея возможности связаться с сыном, отец все же пристально следил за его жизнью — зная о пристрастии подростка к детективам, однажды встретил его в библиотеке, не представившись, и предложил ему книгу «Казино Рояль», а спустя некоторое время использовал собственные связи, чтобы обеспечить Каслу, занятому написанием шпионского романа, допуск к архивам ЦРУ. Сам Касл дважды был женат, разведён и имеет дочь от первого брака — Алексис. Первая жена, Мередит, изменила ему с режиссёром и прислала документы на развод. Джина, его вторая супруга, конфликтовала с Ричардом из-за того, что он не позволял ей сблизиться с Алексис. Это стало причиной частых ссор между ними, что, по всей видимости, и привело к разводу. Вторая жена Касла после развода не разорвала деловых отношений с ним и является его литературным агентом по связям с издательствами. Впервые Ричард начал писать ещё в детстве, в одиннадцатилетнем возрасте, находясь под впечатлением случайной встречи с серийным маньяком-убийцей, который оставил его в живых, зная, что мальчик не сможет описать его полиции (однако юный Ричард на всю жизнь запомнил голос убийцы, что впоследствии и помогло найти его). В начале сериала Касл находится в поисках новых идей после того, как в своём последнем детективном романе он «убил» своего самого известного персонажа — Дерека Шторма. Кроме приобретения свежих идей, Касл также использует свои знания и опыт для помощи полиции в расследовании преступлений. В третьем сезоне покупает бар «Старое Логово». По его книжной серии «Жара» снимается фильм. В ходе расследований Касл нередко объясняет произошедшее вмешательством сверхъестественных сил, деятельностью спецслужб, либо строит предположения, опираясь на произведения фантастической направленности. В конце третьего сезона признался в своих чувствах Беккет, и та ответила ему взаимностью в четвёртом. Активная деятельность обоих часто не оставляла времени на принятие серьёзных решений относительно личной жизни, поэтому свадьба состоялась лишь спустя два года.
- Детектив Кэтрин «Кейт» Хоутон Беккет (Стана Катич) — детектив двенадцатого участка департамента полиции Нью-Йорка. Первоклассная следовательница, заслужившая репутацию детектива, предпочитающего сложные и необычные расследования. Является самой молодой женщиной-детективом в полиции Нью-Йорка (в начале карьеры ей было чуть больше двадцати лет). Стала полицейской после смерти матери, дело которой так и не было раскрыто. Начальник Беккет, капитан Монтгомери, вынудил её принять Касла в роли гражданского консультанта — что впоследствии привело к большим изменениям в её жизни. Несмотря на то, что в первое время Касл постоянно её раздражал, вместе они все же являются отличной командой. Носит кольцо своей матери Джоанны Беккет (за жизнь, которую потеряла) и часы своего отца (за жизнь, которую спасла — после смерти своей жены Джеймс Беккет много пил, и Кейт помогла ему вылечиться от зависимости). Относительно неплохо владеет русским языком. Отлично стреляет, в совершенстве владеет приемами рукопашного боя, обладает прекрасной интуицией (по сути, именно это и стало причиной принятого много лет назад решения капитана Монтгомери перевести её из патрульных в отдел убийств).
- Детектив Хавьер Эспозито (Джон Уэртас) — детектив из команды Беккет. По происхождению — латино-американец (получивший гражданство США по программе MAVNI). Отставной снайпер армейской группы специального назначения. Опытен в обращении с различным огнестрельным оружием, в совершенстве владеет приемами рукопашного боя. До прихода в двенадцатый участок служил в пятьдесят четвёртом, в специальном отряде по борьбе с организованной преступностью. Работает на пару с детективом Райаном, при этом, несмотря на ироничное отношение друг к другу, обоих связывает крепкая дружба и готовность в любой ситуации поддержать напарника. Не лезет в карман за словом и нередко подшучивает по поводу того или иного расследования. Любит наблюдать за взаимоотношениями Касла и Беккет. Встречался с Лэйни Пэриш. Несмотря на разрыв, всё ещё питает к ней нежные чувства и хочет начать близкие отношения вновь, но не сознаётся в этом. Гордится неплохим музыкальным слухом, что и демонстрирует в одном из эпизодов, подпевая во время импровизированного концерта, устроенного прямо в участке членами известной рок-группы (сам Уэртас в жизни не только хорошо поёт, но и владеет частной студией звукозаписи).
- Детектив Кевин Райан (Шеймус Девер) — детектив из команды Беккет, напарник Эспозито. По происхождению — ирландец, до перехода в отдел убийств, работал в отделе по борьбе с незаконным оборотом наркотиков, в том числе — и агентом под прикрытием (впоследствии был вынужден на некоторое время вернуться к этой роли, будучи уже сотрудником убойного отдела). Перешёл в отдел убийств по собственному желанию, поскольку именно к этой работе и стремился. Как и Касл, умеет подмечать внешне незаметные мелочи в расследуемых делах. Несмотря на своё в высшей степени серьёзное отношение к работе, по характеру — оптимист, способный даже в самых трудных ситуациях найти повод для добродушной шутки. В некоторых вещах по-детски наивен, чем нередко пользуются его коллеги, по-дружески поддразнивая Райана. Хотя оба, и Райан, и Эспозито, постоянно подшучивают над Беккет, на самом деле они довольно бережно к ней относятся. Во втором сезоне начинает встречаться с Дженнифер О`Мэлли (роль которой в сериале бессменно исполняет супруга Шеймуса Девера — Джулиана Девер). В третьем сезоне делает ей предложение на глазах всего участка, их свадьба состоялась в четвёртом сезоне. В шестом сезоне становится отцом девочки и в восьмом сезоне — сына. Страдает аллергией на гусиные перья. Часто солидарен с Каслом не только в его решениях и поступках, но и в невообразимых идеях и предположениях.
- Доктор Лэйни Пэриш (Тамала Джонс) — судебно-медицинский эксперт двенадцатого участка. Опытная профессионалка своего дела, привыкшая полностью посвящать себя работе. Что вовсе не делает её трудоголичкой — после работы доктор Пэриш вполне способна устроить себе вечерний моцион в хорошем баре, оставив позади трупы и расследования. Обладает неплохим чувством юмора, как саркастическим, так и дружелюбным (нередко по-дружески подначивает и Касла, и Беккет). Близкая подруга Беккет, с которой та в любое время может поговорить по душам. Практически с самого начала определила возникновение некой «любовной химии» между Кейт и Ричардом. Постоянно советует Беккет развивать её отношения с Каслом. Встречалась с детективом Эспозито. Несмотря на то, что они расстались, сохранила к нему чувства и хотела бы возобновить отношения, но не говорит об этом. Может иногда поспорить с Каслом, хотя обычно относится к нему очень хорошо.
- Капитан Рой Монтгомери (Рубен Сантьяго-Хадсон) — руководитель двенадцатого участка и начальник Беккет, которому нравятся её целеустремлённость и внимание к мелочам. Постоянно следит за тем, чтобы расследования проходили как по маслу, однако позволяет своим сотрудникам применять нестандартные ходы и решения, благодаря своему немалому опыту понимая, что это пойдет на пользу расследованию. Раздражение Беккет, вызываемое присутствием Касла, его частенько веселит, однако Монтгомери понимает, что вместе они хорошо работают. Женат, имеет двух дочерей и сына. Погибает в конце третьего сезона от смертельных ранений, полученных в ходе перестрелки. Косвенно причастен к убийству матери Беккет, однако спустя несколько лет после его смерти именно благодаря его прозорливости в прошлом Беккет удается раскрыть тайну её гибели.
- Алексис Касл (Молли Куинн) — дочь Касла, которой гораздо проще общаться со взрослыми, чем со сверстниками. Образованна, умна, с независимым мнением и жизненной позицией (которую, однако же, почти всегда выстраивает, консультируясь с отцом). Имеет живой характер и широкий кругозор — играет на скрипке, обладает базовыми познаниями в юриспруденции, судебно-медицинской экспертизе и криминологии, разбирается в живописи и графическом искусстве. Не раз выручала отца в его с Беккет расследованиях. В различных жизненных ситуациях зачастую ведёт себя более сознательно, чем её отец. Поскольку Рик был ответственнее своей первой жены, суд после развода оставил Алексис с ним. Пытается поступить в университет Стэнфорда. Во многом, как и её бабушка, непоколебимо поддерживает Ричарда и по сути является его опорой и надежным тылом. В конце четвёртого сезона меняет решение по поводу учёбы и поступает в Колумбийский университет. Впоследствии присоединяется к отцу и становится партнершей в его детективном агентстве «Ричард Касл. Частные расследования.».
- Марта Роджерс (Сьюзен Салливан) — мать Касла. Бывшая бродвейская актриса. Живёт с Ричардом и внучкой Алексис. По собственным словам, была «и чертовски богата и неприлично бедна». Постоянно пытается заняться чем-то новым, а также найти себе неженатого богача. В школе была влюблена в одноклассника, Чета Палаберна, и во втором сезоне возобновляет с ним отношения. После его смерти получает в наследство один миллион долларов и открывает школу актёрского мастерства в его честь. Несмотря на иронию и вечные подтрунивания друг над другом, к сыну относится с большой любовью и нежностью, впоследствии перенеся эти же чувства и на Беккет, свою новую невестку.
- Капитан Виктория Гейтс (Пенни Джонсон Джеральд) — новая руководительница двенадцатого участка полиции Нью-Йорка, прежде работавшая детективом в управлении собственной безопасности (так же, как и Беккет в полиции в своё время, Гейтс стала самой молодой женщиной, пришедшей на работу в УСБ). Пришла в двенадцатый участок на смену погибшему капитану Монтгомери. Имеет очень строгий и неприступный характер, со стороны подчинённых требует к себе обращения «сэр», но в редких случаях все же раскрывает иные черты характера — уважение и любовь к рядовым сотрудникам полиции, умение при необходимости поддержать своих подчиненных даже в трудных решениях и отстаивать их позицию при любом давлении со стороны различного вышестоящего руководства. Среди сотрудников УСБ известна под прозвищем «Железная Гейтс». На первых порах к Ричарду Каслу относится весьма прохладно, считая его посторонним в отделе, несмотря на большую помощь с его стороны в раскрытии преступлений. Постоянно делает акцент на то, что раскрытие — заслуга полицейских, и пытается добиться отличных результатов от Беккет без помощи Касла. Позже становится более терпима и даже доброжелательна к Каслу, а после того, как он выследил и помог завершить преступную деятельность легендарного серийного убийцы (застреленного детективом Эспозито) убеждает руководство позволить Каслу официально вернуться в участок в качестве внештатного консультанта отдела убийств. Долгое время находится в сложных отношениях с младшей сестрой, Элизабет Уэстон, занимающей должность прокурора Южного округа, однако впоследствии отношения понемногу налаживаются. Несмотря на её серьёзный характер, собирает коллекцию редких фарфоровых кукол, любит телешоу «Жёны с Уолл-стрит».
- Хейли Шиптон (Токс Олагундойе) — бывшая полицейская из Скотланд-Ярда. Покинув службу после провала одной из секретных операций (в котором не было её вины, как выяснилось позднее) работает независимым экспертом по безопасности. Некоторое время работала в MI-6, секретной службе Её Величества. Профессионально владеет огнестрельным оружием и навыками рукопашного боя. При необходимости — хакер высокого уровня, однако подобные навыки предпочитает не демонстрировать. В отличие от Касла, с которым ей приходится работать вместе в некоторых делах, не считает нужным придерживаться устава и инструкций и в нужный момент способна пойти на мелкие противозаконные деяния, если итогом будет успешное раскрытие куда более важного преступления. Какое-то время оказывает Каслу и двенадцатому участку разовые услуги, впоследствии вступает в детективное агентство Касла и становится его партнершей.

## Обзор сезонов
| Сезон | Сезон | Эпизоды | Оригинальная дата показа | Оригинальная дата показа |
| Сезон | Сезон | Эпизоды | Премьера сезона          | Финал сезона             |
| ----- | ----- | ------- | ------------------------ | ------------------------ |
|       | 1     | 10      | 9 марта 2009             | 11 мая 2009              |
|       | 2     | 24      | 21 сентября 2009         | 17 мая 2010              |
|       | 3     | 24      | 20 сентября 2010         | 16 мая 2011              |
|       | 4     | 23      | 19 сентября 2011         | 7 мая 2012               |
|       | 5     | 24      | 24 сентября 2012         | 13 мая 2013              |
|       | 6     | 23      | 23 сентября 2013         | 12 мая 2014              |
|       | 7     | 23      | 29 сентября 2014         | 11 мая 2015              |
|       | 8     | 22      | 21 сентября 2015         | 16 мая 2016              |

## Рейтинги
| Сезон | Таймслот (EST)    | Эпизодов | Премьера         | Премьера             | Финал       | Финал                | ТВ-сезон | Ранг | В среднем зрителей (миллионов) |
| Сезон | Таймслот (EST)    | Эпизодов | Дата             | Зрителей (миллионов) | Дата        | Зрителей (миллионов) | ТВ-сезон | Ранг | В среднем зрителей (миллионов) |
| ----- | ----------------- | -------- | ---------------- | -------------------- | ----------- | -------------------- | -------- | ---- | ------------------------------ |
| 1     | понедельник 22:00 | 10       | 9 марта 2009     | 10.76                | 11 мая 2009 | 9.96                 | 2008–09  | 41   | 10.19                          |
| 2     | понедельник 22:00 | 24       | 21 сентября 2009 | 9.26                 | 17 мая 2010 | 10.07                | 2009–10  | 30   | 10.25                          |
| 3     | понедельник 22:00 | 24       | 20 сентября 2010 | 10.70                | 16 мая 2011 | 12.93                | 2010–11  | 30   | 11.44                          |
| 4     | понедельник 22:00 | 23       | 19 сентября 2011 | 13.28                | 7 мая 2012  | 12.36                | 2011–12  | 22   | 12.18                          |
| 5     | понедельник 22:00 | 24       | 24 сентября 2012 | 10.45                | 13 мая 2013 | 11.16                | 2012–13  | 19   | 12.26                          |
| 6     | понедельник 22:00 | 23       | 23 сентября 2013 | 11.48                | 12 мая 2014 | 10.59                | 2013–14  | 13   | 12.63                          |
| 7     | понедельник 22:00 | 23       | 29 сентября 2014 | 10.75                | 11 мая 2015 | 8.44                 | 2014–15  | 37   | 10.69                          |
| 8     | понедельник 22:00 | 22       | 21 сентября 2015 | 6.84                 | 16 мая 2016 | 7.65                 | 2015–16  | 44   | 9.10                           |

## Книги
ABC пошёл на необычную промоакцию, анонсировав выпуск книги «Heat Wave», автором которой якобы является Ричард Касл. Она вышла 29 сентября 2009 года. После удачного выхода первой книги о Никки Хит (от англ. heat — жара, полиция), ABC продолжил анонсировать и выпускать книги:
1. 29.09.2009 — «Heat Wave»[27];
2. 28.09.2010 — «Naked Heat»[28][29];
3. 21.08.2011 — «Heat Rises»[30];
4. 30.04.2013 — «Frozen Heat»[31], изданная Лениздатом в 2014 году как «Жестокая жара»;
5. 17.09.2013 — «Deadly Heat»[32];
6. 16.09.2014 — «Raging Heat»[33].
7. 15.09.2015 — «Driving Heat»[34].
8. 25.10.2016 — «High Heat»[35].
9. 25.05.2017 — «Heat Storm»[36].
10. 12.03.2019 — «Crashing Heat»[37].

«Frozen Heat» и «Heat Rises» выпущены издательством «Titan Books». В самом телесериале Ричард Касл упоминает эти книги, что обеспечивает им рекламную поддержку.
Пять книг переведены на русский язык и изданы Лениздатом в 2012—2017 годах:
- «Невыносимая жара» (ISBN 978-5-4453-0014-4),
- «Обнажённая жара» (ISBN 978-5-4453-0211-7),
- «Непобедимая жара» (ISBN 978-5-4453-0265-0),
- «Жестокая жара» (ISBN 978-5-4453-0431-9),
- «Смертельная жара» (ISBN 978-5-4453-1047-1).

## Спин-офф
В августе 2014 года было объявлено, что будет снят отдельный телесериал об агенте ЦРУ Дереке Шторме — персонаже ранних книг Касла. За основу будут взяты реальные книги, написанные и выпущенные уже в процессе выхода сериала.

## Адаптации
Осенью 2019 года на Пятом канале начался показ сериала «Барс», российской адаптации «Касл». Место действия и съемок «Барса» — Москва. Первый сезон (34 эпизода) завершился в январе 2020 года.